# Rhamnus crenulata
Rhamnus crenulata är en brakvedsväxtart som beskrevs av William Aiton. Rhamnus crenulata ingår i släktet getaplar, och familjen brakvedsväxter. Inga underarter finns listade i Catalogue of Life.